# Friesodielsia glaucifolia
Friesodielsia glaucifolia är en kirimojaväxtart som först beskrevs av John Hutchinson och John McEwan Dalziel, och fick sitt nu gällande namn av Cornelis Gijsbert Gerrit Jan van Steenis. Friesodielsia glaucifolia ingår i släktet Friesodielsia och familjen kirimojaväxter. Inga underarter finns listade i Catalogue of Life.